# Bellucia spruceana
Bellucia spruceana är en tvåhjärtbladig växtart som först beskrevs av George Bentham och José Jéronimo Triana, och fick sitt nu gällande namn av James Francis Macbride. Bellucia spruceana ingår i släktet Bellucia och familjen Melastomataceae. Inga underarter finns listade i Catalogue of Life.